# Heiligenbach (Neckar)
Der Heiligenbach ist ein etwa 6 km langer Bach im Gebiet der Gemeinde Obrigheim im Neckar-Odenwald-Kreis im nördlichen Baden-Württemberg, der nach einem anfangs östlichen und nach einem großen Rechtsbogen am Ende westlichen Lauf im Dorf Obrigheim von links in den unteren Neckar mündet.

## Geographie

### Verlauf
Der Heiligenbach entspringt in Luftlinie etwa zweieinhalb Kilometer südwestlich der Ortsmitte von Obrigheim sowie einen Kilometer südöstlich des zugehörigen Einzelhofes Kirstetterhofs im Distrikt Forstwald des Leininger Waldes auf etwa 326 m ü. NHN. Etwa hundert Meter weiter südlich steht am linken Talhang ein Wasserreservoir. Der Bach fließt seinen ersten halben Kilometer im Wald westwärts, unterquert dabei die aus Richtung Kälbertshausen im Süden ins Tal abgestiegene und anschließend rechtsseits in seinem Tal nach Obrigheim führende K 3942 und wendet sich dann nach Nordwesten.
Nach insgesamt etwa einem Kilometer verlässt er den Wald, fließt in einem unscheinbaren Graben mit zuweilen kleinen Inseln von Feldhecken am Ufer durch Wiesengelände und passiert dabei den Kirstetter Hof. Drei Viertelskilometer weiter läuft auf etwa 213 m ü. NHN von Westen her eine Talmulde zu mit einem wohl nur episodisch wasserführenden Graben neben einer Straße in der Muldenmitte, der einen häufiger wasserführenden Oberlauf am Westrand des folgenden linken Heiligenbach-Talhangs Schollenrains hat. Dem Grabenzulauf gegenüber liegen zwei kleine Teiche am rechten Ufer. Eine ältere Karte zeichnet dort nahe am Lauf zwei Quellen Heiligbrunnen und Himmelsbrunnen ein. Vom ersten wurde im 20. Jahrhundert fünfzig Jahre lang Wasser über zwei Kilometer weit südwärts zum Gezäunten Brunnen im oberen Einzugsgebiet des Gäulbachs gepumpt, um das dortige natürliche Wasserangebot ausreichend für die Wasserversorgung von Kälbertshausen zu ergänzen.
An dieser Stelle knickt der Heiligenbach auf nordwestlichen Lauf in schmalem Wiesenstreifen zwischen rechts dem Hang des Brückleswaldes und links anfangs dem schon genannten Schollenrain. Aus dem Gewann Im Einsiedel eines kleinen linken Seitentals fließt ein kurzer Bach zu, danach liegt auf dieser Seite der Wald Siegenbach und gegenüber ein aufgelassener Steinbruch am nun Welschberg genannten Abhang des Brückleswaldes. Am linken Hangfuß steht an einem begleitenden Feldweg eine Kapelle St. Joseph, danach wird das Tal bis zum Mittelhang hinauf mehr und mehr offen und wendet sich weiter nach rechts.
Am linken, nunmehr niedrigen und völlig waldfreien Hang steigt die B 292 Aglasterhausen–Obrigheim ins Neckartal ab, unter ihr durchläuft der Heiligenbach ein Hochwasserrückhaltebecken, dessen Damm zehn Meter über dem Talgrund eine Höhe von etwa 172 m ü. NHN erreicht.
Unterhalb des Damms läuft der Bach südwestwärts, erst durch ein kleines Auwäldchen, dann, weiterhin von Bäumen begleitet, an zwei kleinen Teichen am rechten Ufer vorbei, dem ein etwas größerer ebenfalls rechtsseits folgt. Inzwischen nahe dem Siedlungsteil Obrigheims um die Welschbergstraße und die Straße Im Bernhardsgrund, wendet sich der Heiligenbach wieder nach Westen.
Etwa 700 Meter nach dem Beckendamm erreicht der Heiligenbach den Ortsrand von Obrigheim und verschwindet in einer Verdolung, die anfangs unter der Kirstetter Straße (K 3942), später etwas südlich der Hauptstraße unter der Bachstraße läuft. Erst nach Unterqueren der Hochhäuser Straße tritt der Bach wieder ans Tageslicht und durchläuft nun offen ein Kleingartengelände, unterquert den Auweg und fließt dann gleich nahe dem Wohnmobilstellplatz und gut hundert Meter oberhalb der Obrigheimer Flussbrücke von links und zuletzt Westen auf 133,3 m ungefähr bei Flusskilometer 80,6 in den unteren Neckar ein.
Der Heiligenbach mündet nach einem Weg von 5,9 km mit mittlerem Sohlgefälle von etwa 33 ‰ rund 193 Höhenmeter unterhalb seines Ursprungs.

### Einzugsgebiet
Der Heiligenbach hat ein 6,5 km² großes Einzugsgebiet, das naturräumlich gesehen etwa mit seiner oberen und südwestlichen Hälfte im Lein-Elsenz-Hügelland des Kraichgaus liegt. Der Bach entspringt dort im Unterraum Neckarbischofsheimer Höhen und berührt im Zuge seines Bogens linksseits auch den Unterraum Schwarzbachgäu. Der untere Teil dagegen liegt zur Gänze im Unterraum Neckarelzer Tal des angrenzenden Naturraums Bauland. Der höchste Punkt auf der südlichen Wasserscheide erreicht 356,5 m ü. NHN und liegt nur etwa 0,3 km südlich der Quelle im Walddistrikt Bickelborn.
Reihum grenzen von dort an die Einzugsgebiete der folgenden Nachbargewässer an:
- im Südwesten und Westen führt der Asbach über den Schwarzbach und die Elsenz seinen Abfluss weit unterhalb des Heiligenbachs in den Neckar;
- im Nordwesten fließt das Mörtelsteiner Klingenbächle in kurzem Lauf zum Neckar;
- im Norden tut dies der noch kürzere Häldengraben, der nach über vier Kilometern nächste linke Zufluss des Flusses nach dem Heiligenbach;
- im Südosten läuft der Luttenbach nun oberhalb des Heiligenbachs zum Neckar unter Schloss Neuburg.

Das Einzugsgebiet umfasst große Anteile Wald, im Quellgebiet, im vom Bogen umflossenen Brückleswald, am linken Mittellaufhang Schollenrain und im Siegenbach, einem Bergwald zwischen dem Bachlaufbogen und dem Dorf Mörtelstein im nordwestlichen Nachbartal. Die offene Flur auf den Kraichgauhöhen im Westen wird meist beackert, an den offenen Hanglagen des Tales erstrecken sich meist Wiesen und dorfnah auch Obstwiesen. Am Bach selbst liegen nur der Einzelhof Kirstetterhof am Oberlauf und Obrigheim mündungsnah am Unterlauf, das sich in der Mündungsebene weit ausgebreitet hat. Daneben stehen auf der westlichen Wasserscheide die ersten gewerblichen Bauten des interkommunalen Technologieparks Neckar-Odenwald.
Das gesamte Einzugsgebiet liegt ganz im Gebiet der Gemeinde Obrigheim und überwiegend in der Gemarkung des namengebenden Ortsteils, ein kleiner Teil fast nur linksseits des Mittellaufs mit dem und um den Schollenrain dagegen auf der Ortsteilgemarkung von Mörtelstein.

### Zuflüsse und Seen
Liste der Zuflüsse und  Seen von der Quelle zur Mündung. Gewässerlänge, Seefläche, Einzugsgebiet und Höhe nach den entsprechenden Layern auf der Onlinekarte der LUBW. Andere Quellen für die Angaben sind vermerkt.
Ursprung des Heiligenbachs auf etwa 326 m ü. NHN im Distrikt Forstwald.
- Heiligbrunnen links und Himmelsbrunnen rechts am Lauf, auf etwa 213 m ü. NHN[LUBW 2] etwa 0,4 km nordwestlich von Obrigheim-Kirstetterhof.
- Passiert dort zwei Teiche rechts am Lauf, zusammen knapp 0,1 ha.
- (Weggraben), von links und Westen gegenüber den Teichen, ca. 0,9 km mit Waldbach-Oberlauf und ca. 0,9 km². Entsteht auf etwa 260 m ü. NHN im Wald Schollenrain.
- (Bach aus dem Gewann Im Einsiedel), von links und Nordwesten auf etwa 185 m ü. NHN in der oberen Koppenwiese, ca. 0,3 km und ca. 0,4 km². Entsteht auf etwa 227 m ü. NHN im Seitentälchen Im Einsiedel zwischen den Waldhängen Schollenrain und Siegenbach. Mit Bachschwinde in Doline und kurzer Versickerungsstrecke.
- Durchfließt auf etwa ein Hochwasserrückhaltebecken ohne Dauereinstau nahe der Ausfahrt von B 292 Ablasterhausen-Obrigheim.
- Passiert auf etwas über 160 m ü. NHN zwei Kleinteiche in einem Auenwäldchen nach dem Rückhaltedamm rechts am Lauf, zusammen etwas unter 0,1 ha.
- Passiert auf etwas unter 160 m ü. NHN einen Teich rechts am Lauf kurz vor Obrigheim, 0,2 ha.

Mündung des Heiligenbachs von links und zuletzt Westen auf 133,3 m ü. NHN in Obrigheim weniger als 0,2 km oberhalb der Flussbrücke der Hauptstraße (L 636) von links und zuletzt Westen in den unteren Neckar. Der Heiligenbach ist 6,5 km lang und hat ein 5,9 km² großes Einzugsgebiet.

### Hochwasserrückhaltebecken

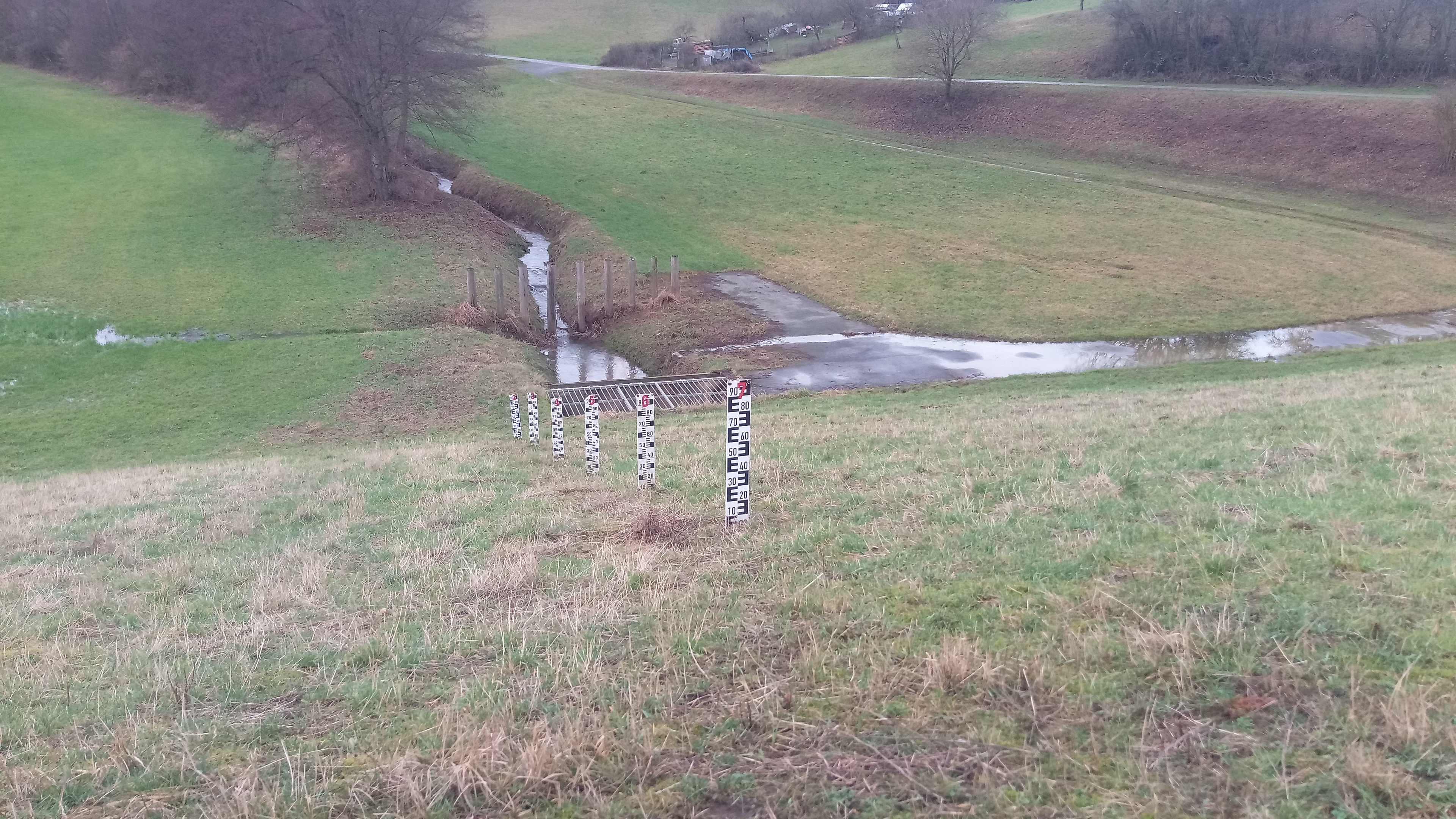
Blick vom Damm des Rückhaltebeckens auf den durchlaufenden Heiligenbach

Etwa 0,6 km vor dem Ortseingang von Obrigheim quert der 10 m hohe Erddamm des 1966 erbauten und von der Gemeinde betriebenen Hochwasserrückhaltebeckens Heiligenbach den Talgrund. Das vom Heiligenbach durchflossene, gewöhnlich wasserlose Becken mit einem Einzugsgebiet von etwa 4,3 km² kann bis zu 115.000 m³ Wasser zurückhalten, dessen Abfluss nicht gesteuert wird.

### Alte Läufe
Eine ältere Karte von 1907 zeigt etwa an der Stelle, wo heute der Heiligenbach auf etwa 155 m ü. NHN am Ortsanfang von Obrigheim in die Verdolung einfließt, einen etwa 0,2–0,3 km langen Zufluss von Süden aus dem Bernhardsgrund. Dieser sich noch weiter aufwärts nach Süden ziehende Talgrund ist heute mit Häusern entlang der Siedlungsstraße Im Bernhardsgrund überbaut. Er setzt ein im zentralen Brückleswaldes beginnendes Waldtal aus dem Südwesten fort, in dem manche topographische Karten ein etwa 0,4 km langes Bachstück etwa zwischen 295 und 250 m ü. NHN einzeichnen. Das gesamte Seitental ist etwa 1,6 km lang und hat ein etwa 0,8 km² großes Einzugsgebiet.
Dieselbe Karte zeigt in Obrigheim einen durchweg offenen Lauf. Etwa von der Einmündung der Kirstetter Straße in die Hauptstraße bis zur Mühlgasse ist ein linker Teilungslauf von etwas über 0,1–0,2 km eingetragen mit anscheinend natürlicherem Lauf als der frühere andere Ast und heutige verdolte Lauf zwischen diesen Stellen, der auf diesem Abschnitt in zwei geraden Strecken mit auffälligem Knick läuft.
Schließlich teilte sich der Heiligenbach damals offenbar kurz vor der Hochhäuser Straße in zwei Mündungsarme, der linke lief etwa auf heutiger Trasse westwärts, der rechte südwestwärts etwas jenseits der Neckarstraße, die er beim heutigen Haus Nr. 17 querte, um dann wenige Schritte weiter etwa 0,2 km oberhalb der heutigen Mündung in den Neckar einzufließen. Zwischen beiden Mündungsläufen führte damals die Neckarstraße zu einer Flussbrücke nach Diedesheim hinüber, die heute nicht mehr existiert.

## Geologie
Die höchste mesozoische Schicht im Einzugsgebiet ist der Lettenkeuper (Erfurt-Formation), er deckt nur einen schmalen Streifen auf dem Höhenrücken der südlichen Wasserscheide nahe dem Reservoir über dem obersten Lauf. Der Bach selbst entspringt darunter im Oberen Muschelkalk, der sonst im südlichen und zentralen Einzugsgebiet weithin ansteht. Etwa beim Kirstetter Hof setzt im Talgrund der Mittlere Muschelkalk ein, der zwischen dem Seitentälchen Im Einsiedel und der Kapelle St. Joseph durch den Unteren Muschelkalk abgelöst wird. In Obrigheim setzen dann beidseits der flachen Laufmulde Röt-Schichten des Buntsandstein ein.
Diese viel älteren Schichten sind teilweise durch viel jüngere überlagert. Lösshaltige Fließerden liegen auf der südwestlichen und westlichen Wasserscheide etwa bei Bauten des Technologieparks. Lösssediment aus quartärer Ablagerung liegt auf der nordwestlichen Wasserscheide auf der Kappe des Bergrückens vor Mörtelstein und vor allem auch im Nah- und Ortsbereich von Obrigheim. Eingeschwemmtes Sediment füllt die Talgründe, im Haupttal ist es etwa ab dem Seitental aus dem Gewann Im Einsiedel Auenlehm, dessen begleitendes Band sich in Obrigheim zwischen den niedrigen Hängen im Röt weit ausdehnt.
Der aufgelassene Abbau rechts des Mittellaufs ging auf Unteren Muschelkalk. Die Schwinde in einer Doline des Bachs aus dem Gewann Im Einsiedel sowie einige weitere Dolinen auf der Höhe des Brückleswaldes zeigen die Verkarstung des Muschelkalks.

## Natur und Schutzgebiete
Der Heiligenbach ist ab Heiligbrunnen und Himmelsbrunnen ein recht naturnaher Bach, der neben einer begleitenden Baumgalerie schwach mäandriert und dessen Lauf von bis zu halbmeterhohen Sinterstufen gegliedert ist. Unterhalb des von Bäumen freigehaltenen Rückhaltebeckens weitet sich die Galerie in einer feuchten Niederung mit Seitengräben zu einem kleinen Auenwäldchen.
Fast das ganze Einzugsgebiet außerhalb der Ortsbebauung von Obrigheim liegt im Landschaftsschutzgebiet Neckartal III, das ganze Gebiet im Naturpark Neckartal-Odenwald.

### LUBW
Amtliche Online-Gewässerkarte mit passendem Ausschnitt und den hier benutzten Layern: Lauf und Einzugsgebiet des Heiligenbachs

Allgemeiner Einstieg ohne Voreinstellungen und Layer: Daten- und Kartendienst der Landesanstalt für Umwelt Baden-Württemberg (LUBW) (Hinweise)
1. 1 2  Höhe nach dem Höhenlinienbild auf dem Hintergrundlayer Topographische Karte.
2. 1 2 3 4  Höhe nach grauer Beschriftung auf dem Hintergrundlayer Topographische Karte.
3. 1 2  Länge nach dem Layer Gewässernetz (AWGN).
4. 1 2  Einzugsgebiet nach dem Layer Basiseinzugsgebiet (AWGN).
5. 1 2 3  Länge abgemessen auf dem Hintergrundlayer Topographische Karte.
6. ↑  Seefläche nach dem Layer Stehende Gewässer.
7. 1 2 3  Einzugsgebiet abgemessen auf dem Hintergrundlayer Topographische Karte.
8. ↑  Bauwerksdaten des Hochwasserrückhaltebeckens nach dem einschlägigen Layer, der unter ≡ → Wasser → Hochwasser → Stauanlagen zugewählt werden muss.
9. ↑  Schutzgebiete nach den einschlägigen Layern, Natur teilweise nach dem Layer Biotop.

### Andere Belege
1. ↑  Abfluss-BW: Modellierte Abflusswerte an der Mündung
2. ↑  Josef Schmithüsen: Geographische Landesaufnahme: Die naturräumlichen Einheiten auf Blatt 161 Karlsruhe. Bundesanstalt für Landeskunde, Bad Godesberg 1952. → Online-Karte (PDF; 5,1 MB)
3. ↑  Technologiepark, Seite auf der Gemeindewebsite www.obrigheim.de, abgefragt am 5. Oktober 2021
4. ↑  Meßtischblatt 6620 Mosbach von 1907 in der Deutschen Fotothek.
5. ↑  Geologie nach den Layern zu Geologische Karte 1:50.000 auf: Mapserver des Landesamtes für Geologie, Rohstoffe und Bergbau (LGRB) (Hinweise)